# Мюллер, Мирко (хоккеист)
Мирко Мюллер (нем. Mirco Müller; род. 21 марта 1995, Винтертур, Цюрих) — швейцарский хоккеист, защитник клуба «Лугано» и сборной Швейцарии.

## Биография
Мирко Мюллер родился в 1995 году в швейцарском городе Винтертур. Старший брат хоккеистки Алины Мюллер. Выступал за местную детскую команду, позже перешел в школу хоккейного клуба «Клотен». За взрослую команду дебютировал в высшей лиге Швейцарии в 2012 году. В 2013 году на драфте Национальной хоккейной лиги был выбран командой «Сан-Хосе Шаркс» в первом раунде. Перебрался за океан, два сезона провёл в Западной хоккейной лиге в составе клуба «Эверетт Сильвертипс». В сезоне 2014/15 дебютировал в НХЛ в составе «Сан-Хосе». В 2017 году был обменян в команду «Нью-Джерси Девилз» за право выбора на драфте НХЛ 2017 года.
Выступал за сборную Швейцарии на юниорских и молодёжных соревнованиях. В 2018 году дебютировал на чемпионате мира за основную команду, провёл 10 матчей, забросил 1 шайбу и отдал 5 голевых передач, вместе с командой став серебряным призёром первенства.

## Статистика
| Легенда | Легенда                    | Легенда | Легенда                   | Легенда | Легенда    |
| ------- | -------------------------- | ------- | ------------------------- | ------- | ---------- |
| И       | Количество проведённых игр | Штр     | Штрафное время            | +/−     | Плюс-минус |
| Г       | Голы                       | П       | Голевые передачи          | О       | Очки       |
| -       | Статистика неизвестна      | —       | Статистика не учитывалась |         |            |

## Личная жизнь
Сестра Алина (род. 1998) — хоккеистка, бронзовый призёр Олимпийских игр 2014 года.